# Sialang (Sayur Matinggi)
Sialang is een bestuurslaag in het regentschap Tapanuli Selatan van de provincie Noord-Sumatra, Indonesië. Sialang telt 653 inwoners (volkstelling 2010).